# Lipid Insights
Lipid Insights (abrégé en Lipid Insights) est une revue scientifique à comité de lecture qui publie en libre accès des articles concernant le domaine des lipides.
Le directeur de publication est Tim Levine (University College de Londres, Royaume-Uni).